# Love of the Loved
Chansons originales inédites des Beatles
Thinking of Linking (en) Catswalk
Love of the Loved est une des premières chansons originales du groupe britannique The Beatles, écrite par Paul McCartney en 1959 mais créditée à Lennon/McCartney. Elle est une des quinze chansons enregistrées lors de l'infructueuse audition du groupe chez Decca. Elle est aussi interprétée par Cilla Black en 1963.

## Historique
Love of the Loved est enregistré, avec Pete Best à la batterie, lors de l'audition du groupe chez Decca Records le 1er janvier 1962. Cet enregistrement n'a pas été retenu lors de la publication du disque Anthology 1 et c'est la seule chanson originale de cette séance qui n'y a pas été incluse, tout comme les reprises Take Good Care of My Baby (en) et September in the Rain (en) qui n'ont toujours pas été publiées de façon officielle par Apple Records. Cinq autres enregistrements issus de cette audition ont été placées dans Anthology 1 tandis que les sept chansons restantes ont été ré-enregistrées et se retrouvent dans des albums du groupe; deux dans With The Beatles en 1963 et les autres dans les albums posthumes des enregistrements de la BBC.
La chanteuse britannique Cilla Black, qui fait partie de l'« écurie » de Brian Epstein, a enregistré cette chanson pour un single qui a atteint la 30e position du palmarès britannique en octobre 1963. On retrouve cette version de la chanson dans le disque The Songs Lennon and McCartney Gave Away, paru en 1979, regroupant des compositions de Lennon/McCartney jamais publiées par les Beatles.